# Remscheid
Remscheid – miasto na prawach powiatu położone w zachodnich Niemczech, w kraju związkowym Nadrenia Północna-Westfalia, w rejencji Düsseldorf. Jest trzecim, po Wuppertalu i Solingen, największym miastem w regionie Bergisches Land. Liczy 112 613 mieszkańców (2022).
W mieście znajdują się stacje kolejowe: Remscheid Hauptbahnhof, Remscheid-Lennep.
W mieście rozwinął się przemysł metalowy, maszynowy oraz elektrotechniczny.

## Remscheid Guldenwerth
Jedna z dzielnic miasta to Lennep. 
Burmistrzem od roku 2004 jest Beate Wilding (SPD) 

## Współpraca
Miejscowości partnerskie:
- Polska: Mrągowo
- Saksonia: Pirna
- Słowacja: Preszów
- Francja: Quimper
- Turyngia: Schmalkalden
- Wielka Brytania: Wansbeck